# Ignacio Fontes
Ignacio Fontes Garcia-Balibrea (* 22. Juni 1998 in Granada) ist ein spanischer Leichtathlet, der sich auf den 1500-Meter-Lauf spezialisiert hat.

## Sportliche Laufbahn
Ignacio Fontes startet seit 2014 in Wettkämpfen auf den Mittelstreckendistanzen. Damals wurde er Spanischer U20-Hallenmeister über 1500 Meter und im Sommer U18-Meister im 800-Meter-Lauf. 2015 qualifizierte er sich über 1500 Meter für die U18-Weltmeisterschaften in Cali, bei denen er mit Bestzeit von 3:48,83 min den sechsten Platz belegte. 2016 siegte er bei den Spanischen U20-Hallenmeisterschaften über 1500 Meter und bei den U20-Meisterschaften im 800-Meter-Lauf. Über letztere Distanz ging er im Juli auch bei den U20-Weltmeisterschaften im polnischen Bydgoszcz an den Start, verpasste dort allerdings als Fünfter in seinem Halbfinallauf den Einzug in das Finale.
2017 belegte Fontes den vierten Platz bei den Spanischen Hallenmeisterschaften über 800 Meter. Im Juli ging er über diese Distanz bei den U20-Europameisterschaften in Grosseto an den Start und zog in das Halbfinale ein, das er anschließend nicht beenden konnte. 2019 steigerte er im Juni in seiner Heimatstadt seine Bestleistung über 1500 Meter auf 3:39,11 min. Mitte Juli trat er bei den U23-Europameisterschaften an und konnte sich schließlich zum Europameister krönen. Im Dezember nahm er an den Crosslauf-Europameisterschaften in Lissabon teil und erreichte als 13. das Ziel. 2020 wurde Fontes jeweils Spanischer Vizemeister in der Halle und bei den Freiluftmeisterschaften über 1500 Meter. Im August verbesserte er erneut seine Bestzeit bis auf 3:33,72 min. 2021 nahm er bei den Halleneuropameisterschaften im polnischen Toruń erstmals an internationalen Meisterschaften im Erwachsenenbereich teil und verpasste schließlich als Vierter die Medaillenränge nur knapp. Anfang Juli steigerte er seine Bestleistung leicht auf 3:33,27 min und schaffte damit die Qualifikation für die Olympischen Sommerspiele in Tokio, bei denen er bis in das Finale einzog. Darin belegte er schließlich abgeschlagen den letzten der 13 Plätze.
2022 trat Fontes im März bei den Hallenweltmeisterschaften in Belgrad an. Er startete im ersten von insgesamt vier Vorläufen, verpasste als Sechster des Laufes allerdings den Einzug in das Finale. Insgesamt belegte er den 19. Platz. Später im Juli nahm er in den USA an seinen ersten Freiluft-Weltmeisterschaften teil und konnte auf Anhieb in das Finale einziehen. Dieses beendete er nach 3:34,71 min auf als Vorletzter der zwölf gestarteten Athleten. Einen Monat später trat er bei den Europameisterschaften in München an. Wie zuvor bei den Weltmeisterschaften belegte er im Finale den elften Platz. 2023 startete er bei den Halleneuropameisterschaften in Istanbul. Er trat im zweiten der drei Vorläufe über 1500 Meter an, schied darin allerdings als Sechster seines Laufes aus.
2023 wurde Fontes spanischer Hallenmeister im 1500-Meter-Lauf.

## Wichtige Wettbewerbe
| Jahr                | Veranstaltung                   | Ort                 | Platz               | Disziplin           | Zeit                |
| Startet für Spanien | Startet für Spanien             | Startet für Spanien | Startet für Spanien | Startet für Spanien | Startet für Spanien |
| ------------------- | ------------------------------- | ------------------- | ------------------- | ------------------- | ------------------- |
| 2015                | U18-Weltmeisterschaften         | Cali                | 6.                  | 1500 m              | 3:48,83 min         |
| 2016                | U20-Weltmeisterschaften         | Bydgoszcz           | 16.                 | 800 m               | 1:48,88 min         |
| 2017                | U20-Europameisterschaften       | Grosseto            |                     | 800 m               | DNF (Halbfinale)    |
| 2019                | U23-Europameisterschaften       | Gävle               | 1.                  | 1500 m              | 3:50,38 min         |
| 2019                | Crosslauf-Europameisterschaften | Lissabon            | 13.                 | Erwachsenenrennen   | 25:01 min           |
| 2021                | Halleneuropameisterschaften     | Toruń               | 4.                  | 1500 m              | 3:39,66 min         |
| 2021                | Olympische Sommerspiele         | Tokio               | 13.                 | 1500 m              | 3:38,56 min         |
| 2022                | Hallenweltmeisterschaften       | Belgrad             | 19.                 | 1500 m              | 3:43,75 min         |
| 2022                | Weltmeisterschaften             | Eugene              | 11.                 | 1500 m              | 3:34,71 min         |
| 2022                | Europameisterschaften           | München             | 11.                 | 1500 m              | 3:42,30 min         |
| 2023                | Halleneuropameisterschaften     | Istanbul            | 17.                 | 1500 m              | 3:44,33 min         |

## Persönliche Bestleistungen
Freiluft
- 800 m: 1:46,79 min, 17. Juli 2019, Barcelona
- 1000 m: 2:17,29 min, 16. August 2020, Szczecin
- 1500 m: 3:33,27 min, 4. Juli 2021, Stockholm
- 3000 m: 78:38,73 min, 30. Dezember 2015, Nerja

Halle
- 800 m: 1:49,19 min, 29. Januar 2017, Antequera
- 1500 m: 3:36,89 min, 9. Februar 2021, Liévin
- 3000 m: 7:50,33 min, 23. Januar 2021, Valencia